# Friedrich Braune (Admiral)
Friedrich Braune (* 6. Oktober 1889 in Fehrbellin; † 29. Juni 1971) war ein deutscher Konteradmiral der Kriegsmarine.

## Leben
Friedrich Braune trat am 3. April 1907 in die Kaiserliche Marine ein und wurde am 27. September 1913 zum Oberleutnant zur See befördert. Bis August 1914 war er als Wachoffizier auf dem Torpedoboot V 187 eingesetzt. Bei dem Ende August 1914 stattfindenden Seegefecht bei Helgoland wurde das Torpedoboot durch die beiden britischen Kreuzer HMS Nottingham und HMS Lowestoft versenkt. Braune kam bis Kriegsende in britische Kriegsgefangenschaft.
Am 17. Mai 1919 wurde er mit dem Patent vom 16. November 1917 zum Kapitänleutnant und in die Reichsmarine übernommen. Hier wurde er am 1. April 1926 Korvettenkapitän und war 1931 als Fregattenkapitän (Beförderung am 1. Oktober 1931) Kommandant der VI. Marineartillerieabteilung in Emden. Am 1. Oktober 1933 wurde er zum Kapitän zur See befördert.
In der Kriegsmarine war er vom 2. Oktober 1936 bis 26. Oktober 1938 Kommandant des später aufgelösten Schiffsstammregiments der Ostsee in Stralsund und zugleich Kommandant der Kommandantur Stralsund. Anschließend wurde er zur Verfügung des Stationskommandos Kiel gesetzt und das Kommando über das 1. Schiffsstammregiment, dem ehemaligen Schiffsstammregiment der Ostsee, übernahm der Kapitän zur See Robin Schall-Emden. Von November 1938 bis Dezember 1939 war er Kommandeur des Wehrbezirkskommandos Kolberg. Anschließend war er als Offizierrichter bis April 1941 am Reichskriegsgericht. Am 1. Februar 1940 wurde er zum Konteradmiral ernannt.
Ab Mai 1941 war Braune für ein Jahr Oberwerftdirektor der Kriegsmarinewerft Bergen. Diesen Posten gab er anschließend an den Konteradmiral Waldemar Bender ab. Er kehrte bis August 1942 als Offizierrichter an das Reichskriegsgericht zurück. Bis April 1945 war er Richter am Oberprisenhof Berlin. Zum 31. August 1942 war er z. V. gestellt worden.